# Шоранш
Шора́нш (фр. Choranche) — коммуна во Франции, находится в регионе Рона — Альпы. Департамент коммуны — Изер. Входит в состав кантона Сюд Грезиводан. Округ коммуны — Гренобль.
Код INSEE коммуны — 38108. Население коммуны на 2012 год составляло 132 человека. Населённый пункт находится на высоте от 200 до 1200 метров над уровнем моря. Муниципалитет расположен на расстоянии около 480 км юго-восточнее Парижа, 90 км юго-восточнее Лиона, 30 км юго-западнее Гренобля.  Мэр коммуны — Бернар Бурн-Браншю, мандат действует с 2014 по 2020 год.
Динамика населения (INSEE):